# Faraday Future FF 91
Faraday Future FF 91 — полноразмерный люксовый электромобиль-кроссовер производства американской компании Faraday Future.

## Описание
Faraday Future FF 91 дебютировал 3 января 2017 года на выставке CES в Лас-Вегасе. Серийное производство началось 29 марта 2023 года, а поставки начались 31 мая 2023 года.
Автомобиль выпускается в комплектациях FF 91 2.0 Futurist Alliance, FF 91 2.0 Futurist и FF 91 2.0. Конкурентом модели является Tesla Model S.

## Технические характеристики
Faraday Future FF 91 базируется на платформе VPA (Variable Platform Architecture) и приводится в движение электродвигателями суммарной мощностью 1050 л. с. и крутящим моментом 1800 Н⋅м. До 97 км/ч автомобиль разгоняется за 2,39 секунд, что на 0,11 секунд быстрее автомобиля Tesla Model S P100D в комплектации Ludicrous mode. Двигатель питается от аккумулятора LG Chem ёмкостью 130 кВт·ч. По циклу EPA запас хода составляет 608 км. При скорости 55 км/ч запас хода составляет 776 км.